# Colline-Beaumont
Colline-Beaumont is een gemeente in het Franse departement Pas-de-Calais (regio Hauts-de-France) en telt 138 inwoners (2005). De plaats maakt deel uit van het arrondissement Montreuil.

## Geografie
De oppervlakte van Colline-Beaumont bedraagt 4,7 km², de bevolkingsdichtheid is 29,4 inwoners per km².
De onderstaande kaart toont de ligging van Colline-Beaumont met de belangrijkste infrastructuur en aangrenzende gemeenten.

## Demografie
Onderstaande figuur toont het verloop van het inwonertal (bron: INSEE-tellingen).